# Nachal Kišor
Nachal Kišor (hebrejsky: נחל כישור) je vádí v Horní Galileji, v severním Izraeli.
Začíná v nadmořské výšce okolo 600 metrů, na západním okraji města Kisra-Sumej, respektive jeho části Kisra. Směřuje pak rychle se zahlubujícím a zčásti zalesněným údolím k západu, přičemž z jihu míjí svahy náhorní planiny, na které stojí průmyslová zóna Tefen. Stáčí se postupně k jihozápadu a mezi vesnicemi Gita a Lapidot ústí zprava do vádí Nachal Bejt ha-Emek.